# Fannia brinae
Fannia brinae is een vliegensoort uit de familie van de Fanniidae. De wetenschappelijke naam van de soort is voor het eerst geldig gepubliceerd in 1951 door Albuquerque.